# Katherine Teft
Katherine Teft (Grand Rapids, 2 de setembro de 1981) é uma ex-ginasta que competiu em provas de ginástica artística pelos Estados Unidos.
Filha de Thomas e Joyce, teve como seu primeiro grande campeonato disputado, os Jogos Pan-Americanos de Mar del Plata, na Argentina, em 19995. Neles, ao lado de Amanda Borden, Amy Chow, Shannon Miller, Jaycie Phelps e Dominique Dawes, levou a seleção norte-americana ao tetracampeonato continental, após conquistarem a medalha de ouro coletiva, superando os times de Cuba e Argentina. Enquanto ginasta, foi campeã estadual no concurso geral, barras assimétricas e solo, além de uma das reservas para os Jogos Olímpicos de Atlanta e competiu pela escola Forest Hills Central como júnior e sênior. Em 2000 permaneceu por três semanas entre os Dez Melhores Atletas Calouros da Semana.